# Pastoral Coletiva dos Arcebispos e Bispos das Províncias Eclesiásticas do Rio de Janeiro, Mariana, São Paulo, Cuiabá e Porto Alegre
Pastoral Coletiva dos Arcebispos e Bispos das Províncias Eclesiásticas do Rio de Janeiro, Mariana, São Paulo, Cuiabá e Porto Alegre foi um documento eclesiástico redigido em São Paulo, de 25 de setembro a 10 de outubro de 1910, destinado a definir os critérios de administração diocesana nas províncias eclesiásticas do Rio de Janeiro, Mariana, São Paulo, Cuiabá e Porto Alegre

## ORegulamento sobre Música Sacrada Pastoral Coletiva de 1910
Assim como o regulamento De Musica Sacra, do Concílio Plenário da América Latina (Concilium Plenarium Americæ Latinæ), de 25 de dezembro de 1898, o Regulamento sobre Música Sacra da Pastoral Coletiva de 1910 teve a função de fortalecer a romanização da música sacra nessa região do mundo e coibir as tradições religiosas locais, representando a primeira aplicação específica no Brasil do Motu Proprio Inter pastoralis officii sollicitudines (Tra le sollecitudini) de Pio X (22 de novembro de 1903). O Regulamento sobre Música Sacra da Pastoral Coletiva de 1910 foi destinado a proibir abusos e definir as particularidades admitidas e planejadas na música sacra nas províncias eclesiásticas do Rio de Janeiro, Mariana, São Paulo, Cuiabá e Porto Alegre. Representou a primeira aplicação específica no Brasil do Motu Proprio Inter pastoralis officii sollicitudines (Tra le sollecitudini) de Pio X (22 de novembro de 1903) e foi substituído pelo regulamento De Cantu et Musica Sacra  e demais determinações sobre música do Concílio Plenário do Brasil (1939), o primeiro código jurídico-eclesiástico exclusivo para o Brasil.

## Documentos da Igreja Católica sobre música sacra
O Regulamento sobre Música Sacra (Apêndice XXXIV da Pastoral Coletiva dos Arcebispos e Bispos das Províncias Eclesiásticas do Rio de Janeiro, Mariana, São Paulo, Cuiabá e Porto Alegre) faz parte de uma série de determinações sobre música que a Igreja Católica emitiu desde a Idade Média, na forma de bulas, encíclicas (epístolas encíclicas ou cartas encíclicas), constituições, decretos, instruções, motu proprio, ordenações e outras. A maior parte dessas decisões foi local ou pontual, e apenas algumas tiveram caráter geral e ecumênico, dentre as quais estão, segundo Paulo Castagna, os doze conjuntos de determinações mais impactantes na prática musical, do século XIV ao século XX, excetuando-se destas as inúmeras instruções cerimoniais (ou rubricas) dos livros litúrgicos:
1. A Bula Docta Sanctorum Patrum de João XXII (1322)
2. O Decreto do que se deve observar, e evitar na celebração da Missa de 17 de setembro de 1562, da Seção XXII do Concílio de Trento
3. O Cæremoniale Episcoporum (Cerimonial dos Bispos), publicado por Clemente VIII em 1600, reformado por Bento XIV em 1752 e por Leão XIII 1886.
4. Os Decretos da Sagrada Congregação dos Ritos (1602-1909)
5. A Constituição Piæ sollicitudinis studio, de Alexandre VII (23 de abril de 1657)
6. A Carta Encíclica Annus qui hunc, do papa Bento XIV (19 de fevereiro de 1749)
7. A Ordinatio quoad sacram musicen, da Sagrada Congregação dos Ritos (25 de setembro de 1884)
8. O Decreto Quod sanctus Augustinus de Leão XIII (7 de julho de 1894), ratificado pela Sagrada Congregação dos Ritos como decreto n.3830
9. O Motu Proprio Inter pastoralis officii sollicitudines (Tra le sollecitudini) de Pio X (22 de novembro de 1903)
10. A Carta Encíclica Musicæ sacræ disciplina sobre a música sacra, do papa Pio XII (25 de dezembro de 1955)
11. A Instrução De musica sacra et sacra liturgia sobre música sacra e liturgia, do papa Leão XXIII, 3 de setembro de 1958
12. O Decreto Sacrosanctum Concilium sobre música sacra do Concílio Vaticano II (4 de dezembro de 1963)